# Jan Władysław Hozakowski

Tarcza herbowa protonotariusza apostolskiego

Jan Władysław Hozakowski (ur. 9 stycznia 1869, zm. 6 kwietnia 1934) – doktor habilitowany nauk teologicznych, kapłan Kościoła Katolickiego, Kanonik metropolitalny Archidiecezji poznańskiej, Wikariusz sądowy w latach 1920–1933 oraz Protonotariusz apostolski w latach 1929–1934, biblista, historyk, działacz polityczny.

## Narodziny
Jan Władysław Hozakowski urodził się w Poznaniu, a jego rodzicami byli Władysław Hodakowski, z zawodu Nauczyciel oraz Wiktoria z domu Świątkowska.

## Edukacja
Uczęszczał do gimnazjum Marii Magdaleny, które ukończył w 1889, a następnie był na studiach teologicznych w Münster, Poznaniu i Gnieźnie. Po otrzymaniu święceń kapłańskich w 1893, dalej kontynuował w Münster studia biblijne po skończeniu których otrzymał w 1896 tytuł doktora. Od 1896 profesor nauk biblijnych w poznańskim seminarium duchownym. Na Uniwersytecie Warszawskim habilitował się w 1924.

## Działalność publicystyczna i praca redakcyjna
Od 1902 do 1907 współpracował z "Przeglądem Kościelnym", a od 1904 z "Podręczną Encyklopedią Kościelną". W latach 1907–1912 redagował 2 pisma - w 1907 „Głosy na czasie” a w latach 1909–1912 „Miesięcznik Kościelny–Unitas”.

## Funkcje kościelne i działalność kapłańsko-dydaktyczna
Od 1915 kanonik metropolitalny poznański. Oficjał od 1920 do 1933, a protonotariusz apostolski w 1929. Zwalczał nacjonalistyczne hasła, które głosiła endecja. Wydana przez niego w 1913 broszura O katolickie podstawy narodowej demokracji spowodowała między innymi wystąpienie polemiczne Mariana Seydy. Hozakowski domagał się w niej, by podporządkować egoizm narodowy etyce chrześcijańskiej. W 1915 współuczestniczył w wydaniu kazań pt. Powstanie naród przeciw narodowi, potępiające I wojnę światową. W 1919 jeden z założycieli Uniwersytetu Poznańskiego, organizując na nim dwa wydziały: Teologii oraz Medyczny. Pozostawił w swoim dorobku naukowym prace biblistyczne oraz kilka rozpraw z dziejów Kościoła w Wielkopolsce. W 1916 w Poznańskim Towarzystwie Przyjaciół Nauk był założycielem Wydziału Teologicznego i kierował nim do 1921, a następnie zorganizował Komisję Teologiczną, przewodnicząc jej. W uznaniu zasług został członkiem honorowym PTPN i Polskiego Towarzystwa Teologicznego. Zmarł w Poznaniu 6 kwietnia 1934. Pochowany w podziemiach katedry poznańskiej.

## Wybrane prace
- Ecce agnus Dei, ecce qui tollit peccata mundi, Poznań 1902
- Rzymska komisja biblijna, Poznań 1903
- Klemens z Aleksandrii o siedemdziesięciu tygodniach Daniela Proroka. Przyczynek patrystyczny do dziejów wykładu Pisma św., Poznań 1912
- O katolickie podstawy narodowej demokracyi, Poznań 1913
- Wykład Mszy św., Poznań 1914
- Maria Magdalena w Ewangeliach. Grzesznica Galilejska a Maria z Betanii, Lwów 1925